# Parafia św. Wojciecha w Mikołowie
Parafia św. Wojciecha – parafia rzymskokatolicka w Mikołowie.

## Historia parafii
Pierwszy kościół w Mikołowie (pw. św. Mikołaja) istniał już w XII wieku. W latach 1260–1270 zbudowano kolejny kościół – pw. św. Wojciecha, i niedługo potem przeniesiono do niego prawa parafialne.
Nowy kościół wybudowany został w stylu gotyckim i prawdopodobnie był drewniany. Wzmianki o tym, że mógł być zbudowany z kamienia pochodzą dopiero z 1598 roku. W listopadzie 1598 wizytacji kościelnej (pierwszej po soborze trydenckim) dekanatu pszczyńskiego dokonał archidiakon krakowski Krzysztof Kazimirski na zlecenie biskupa Jerzego Radziwiłła. Według sporządzonego sprawozdania kościół w Oppidum Mikułow znajdował się w rękach luteran. Do 1861 roku świątynia ta była kościołem parafialnym dla Mikołowa i okolicznych miejscowości. Ponieważ ludność parafii mikołowskiej liczebnie wzrastała, rozpoczęto budowę nowego kościoła. Budowa trwała bardzo długo, gdyż od 1843 roku przez kolejne 18 lat. Nowy kościół, również poświęcony św. Wojciechowi, konsekrowany został 25 września 1861 roku. Aż do 1960 roku istniały w Mikołowie dwie świątynie pod wezwaniem św. Wojciecha. W tym okresie nastąpiła jednak zmiana i stary kościół zyskał drugie wezwanie – Matki Boskiej Śnieżnej. Od tego czasu „stary kościół” ma dwa wezwania: św Wojciecha i Matki Boskiej Śnieżnej.
Od początków swojego powstania, parafia mikołowska była bardzo rozległa. Do 1821 roku należała do diecezji krakowskiej, a następnie diecezji wrocławskiej. Gdy w 1847 roku ustanowiono dekanat mikołowski obejmujący 14 miejscowości, parafia skupiała jedną czwartą ludności całego powiatu pszczyńskiego. W 1905 roku do parafii należały: Gostyń, Kamionka, Stara Kuźnia, Ligota, Panewniki, Piotrowice, Podlesie, Zarzecze, Łaziska Górne, Średnie i Dolne, Śmiłowice, Wilkowyje i Wyry. W ciągu dziewięćdziesięciu lat wyodrębniło się z parafii św. Wojciecha w Mikołowie 18 nowych wspólnot parafialnych. W 2008 roku został nadany przez papieża Benedykta XVI tytuł bazyliki mniejszej.

## Proboszczowie
- ks. Augustyn Schuman (1898–1904)
- ks. Paweł Dworski (1905–1922)
- ks. prałat Aleksander Skowroński (1922–1934)
- ks. kanonik dr Karol Wilk (1935–1957)
- ks. prałat Józef Smandzich (1957–1978)
- ks. dr Stanisław Szymecki (1978–1980)
- ks. kanonik Alfons Janik (1980–2010)
- ks. dr Mirosław Godziek (2010–2021)
- ks. Grzegorz Borg (od 2021)

## Czasopismo parafialne
Dnia 25 września 2010 rozpoczęto wydawanie miesięcznika parafialnego „Adalbertus”. Wcześniej, od 29 czerwca 1997 roku, ukazywał się miesięcznik parafialny „U Świętego Wojciecha”.